# استفتاء مين 2017
استفتاء مين 2017 تم إجراء استفتاءين في ولاية مين بالولايات المتحدة في 7 نوفمبر 2017 إلى جانب انتخابات الولاية والانتخابات الوطنية. كانت جميعها مقترحات بمبادرة من المواطنين، والتي تغطي:
- مقترح كازينو مقاطعة يورك: اقتراح بمنح ترخيص لتشغيل كازينو في مقاطعة يورك لشركة معينة. تم هزيمتها بنسبة 83٪ صوتوا لا.
- توسيع ميديك إيد: اقتراح لقبول وتنفيذ توسيع ميديك إيد على النحو الذي دعا إليه قانون الرعاية بأسعار معقولة. تم تمريره من قبل الناخبين بنسبة 59٪ صوتوا بنعم.